# Картер, Крис
Кри́стофер Карл Ка́ртер (англ. Christopher Carl Carter, 13 октября 1956 года, Беллфлауэр, США) — американский сценарист, продюсер и режиссёр, наиболее известный как создатель, исполнительный продюсер и ведущий сценарист телесериала «Секретные материалы».

## Биография
Крис Картер родился 13 октября 1956 года в Беллфлауэре (штат Калифорния) в семье Уильяма и Кэтрин Картер. В 1979 году окончил факультет журналистики Университета штата Калифорния.
Большие изменения в карьере Картера произошли в 1985 году, когда Джеффри Катценберг, в то время директор Walt Disney Studio Entertainment, прочитал написанный Картером сценарий и взял автора на работу. Работая с Катценбергом, Картер продюсировал несколько телевизионных фильмов, а также писал для них сценарии. В 1989 году он стал создателем и исполнительным продюсером комедийного сериала «Совершенно новая жизнь».
До работы с «Секретными материалами» в 1993 году Крис Картер основал продюсерскую компанию Ten Thirteen Productions. Названа она была в честь дня рождения самого Картера. Между 1993 и 2002 годами было снято: 202 серии «Секретных материалов», 67 серий «Тысячелетия», 9 серий «Жестокого царства», 13 серий «Одиноких стрелков» и полнометражный фильм «Секретные материалы: Борьба за будущее». После выпуска последней серии «Секретных материалов» офис компании временно закрылся, но с 2007 года Ten Thirteen Productions возобновила активность, приступив к съёмкам второго полнометражного фильма «Секретные материалы: Хочу верить», релиз которого состоялся 24 июля 2008 года.

## Фильмография
| Год       |    | Русское название                       | Оригинальное название          | Роль                                                    |
| --------- | -- | -------------------------------------- | ------------------------------ | ------------------------------------------------------- |
| 1986      | тф | Патруль сорванцов                      | The B.R.A.T. Patrol            | сценарист                                               |
| 1987—1988 | с  | Из грязи в князи                       | Rags to Riches                 | режиссёр, сценарист, сопродюсер                         |
| 1988      | тф | Встречайте Манси                       | Meet the Munceys               | сценарист, исполнительный продюсер                      |
| 1989—1990 | с  | Совершенно новая жизнь                 | A Brand New Life               | создатель, сценарист, исполнительный продюсер           |
| 1991      | с  | Звонящий в полночь                     | Midnight Caller                | сценарист                                               |
| 1993—2002 | с  | Секретные материалы                    | The X-Files                    | создатель, режиссёр, сценарист, исполнительный продюсер |
| 1996—1999 | с  | Тысячелетие                            | Millennium                     | создатель, сценарист, исполнительный продюсер           |
| 1998      | ф  | Секретные материалы: Борьба за будущее | The X-Files                    | сценарист, продюсер                                     |
| 1999—2000 | с  | Жестокое царство                       | Harsh Realm                    | создатель, сценарист, исполнительный продюсер           |
| 2001      | с  | Одинокие стрелки                       | The Lone Gunmen                | создатель, сценарист, исполнительный продюсер           |
| 2008      | ф  | Секретные материалы: Хочу верить       | The X-Files: I Want to Believe | режиссёр, сценарист, продюсер                           |
| 2014      | с  | После                                  | The After                      | создатель, режиссёр, сценарист, исполнительный продюсер |
| 2016      | с  | Секретные материалы                    | The X-Files                    | создатель, режиссёр, сценарист, исполнительный продюсер |

## Номинации и награды

### Номинации
- 1995 — Премия «Эмми» — лучший сценарий драматического сериала, за телесериал «Секретные материалы» (эпизод «Дуэйн Бэрри»)
- 1995 — Премия «Эмми» — лучший драматический сериал, за телесериал «Секретные материалы»
- 1995 — Премия Эдгара Аллана По — лучший эпизод телесериала, за телесериал «Секретные материалы» (эпизод «Колба Эрленмейера»)
- 1996 — Премия «Эмми» — лучший драматический сериал, за телесериал «Секретные материалы»
- 1996 — Премия Гильдии сценаристов США — лучший сценарий эпизода драматического сериала, за телесериал «Секретные материалы» (эпизод «Дуэйн Бэрри»)
- 1996 — Премия Гильдии режиссёров США — лучшая режиссура драматического сериала, за телесериал «Секретные материалы» (эпизод «Список»)
- 1997 — Премия «Эмми» — лучший сценарий драматического сериала, за телесериал «Секретные материалы» (эпизод «Помни о смерти»)
- 1997 — Премия «Эмми» — лучший драматический сериал, за телесериал «Секретные материалы»
- 1998 — Премия «Эмми» — лучший сценарий драматического сериала, за телесериал «Секретные материалы» (эпизод «Постмодернистский Прометей»)
- 1998 — Премия «Эмми» — лучшая режиссура драматического сериала, за телесериал «Секретные материалы» (эпизод «Постмодернистский Прометей»)
- 1998 — Премия «Эмми» — лучший драматический сериал, за телесериал «Секретные материалы»
- 1998 — Премия Гильдии режиссёров США — лучшая режиссура драматического сериала, за телесериал «Секретные материалы» (эпизод «Постмодернистский Прометей»)
- 1999 — Премия BAFTA — лучшая международная программа или сериал, за телесериал «Секретные материалы»
- 1999 — Премия Гильдии режиссёров США — лучшая режиссура драматического сериала, за телесериал «Секретные материалы» (эпизод «Треугольник»)

### Награды
- 1995 — Премия Universe Reader’s Choice Award — лучшая режиссура телесериала, за телесериал «Секретные материалы» (эпизод «Дуэйн Бэрри»)
- 1996 — Премия «Монитор» — лучшая режиссура телесериала, за телесериал «Секретные материалы» (эпизод «Список»)
- 1998 — Премия Гильдии продюсеров США — самый многообещающий продюсер на телевидении, за телесериал «Секретные материалы»